# Cupa Națiunilor World Rugby
Cupa Națiunilor World Rugby, cunoscută anterior ca Cupa Națiunilor IRB, este o competiție de rugby organizată de World Rugby (fostul International Rugby Board) pentru echipele A ale națiunilor din primul eșalon valoric, precum și niște echipe ale națiunilor din al doilea sau al treilea eșalon valoric, și anume Georgia, Namibia, Portugalia, România, Rusia sau Uruguay.
În ediția din 2015, echipele participante au fost Argentina Jaguares (Argentina A), Namibia, România și Spania. România a cucerit trofeul pentru a treia oară, după ce a câștigat toate cele trei meciuri. Fundașul român Cătălin Fercu a fost numit cel mai bun jucător din turneul.
Echipe participante in 2016: România, Argentina Jaguares (Argentina A), Namibia, Spania, Emerging Italia și Uruguay după următorul program:
9 iunie - Argentina Jaguars - Spania, Uruguay – Emerging Italia, Namibia – Romania 
13 iunie - Argentina XV – Emerging Italia, Namibia – Spania, Romania – Uruguay
18 iunie - Romania – Argentina Jaguars, Uruguay - Spania, Namibia – Emerging Italia

## Palmares
- 2006:  Argentina Jaguares (Argentina A)
- 2007:  Emerging Springboks (Africa de Sud A)
- 2008:  Emerging Springboks (Africa de Sud A)
- 2009:  Scoția A
- 2010:  Namibia
- 2011:  South African Kings
- 2012:  România
- 2013:  România
- 2014:  Emerging Ireland (Irlanda B)
- 2015:  România
- 2016:  România